# Airbag / How Am I Driving?
Airbag / How Am I Driving? — пятый мини-альбом английской альтернативной рок-группы Radiohead, выпущенный в апреле 1998 года для североамериканского рынка. Включает в себя большинство песен, ранее выпущенных как бисайды к синглам из альбома OK Computer.

## Запись альбома
Airbag / How Am I Driving? немного отличается по содержанию от EP No Surprises / Running from Demons, выпущенного несколькими месяцами ранее в Японии. Песня «Airbag», открывающая OK Computer, на данном альбоме не является переходной к композиции «Paranoid Android», и её звук к концу затухает.
«Meeting in the Aisle» — первое инструментальное произведение Radiohead, спрограммированное участниками дуэта Zero 7 Генри Биннсом и Сэмом Хардакером.
Семпл, открывающий «A Reminder», является записью одного из объявлений системы звукового оповещения пражского метро:

Заканчивайте посадку и высадку; двери закрываются. Следующая станция — Йиржиго з Подебрад.
Оригинальный текст (чешск.)Ukončete výstup a nástup, dveře se zavírají. Příští stanice Jiřího z Poděbrad.

Ранняя версия «Palo Alto» была озаглавлена как «OK Computer».
Стилистически альбом находится между OK Computer и последующим экспериментальным звучанием Radiohead.

## Релиз и отзывы
На обложке EP даётся телефонный номер 1426148550, при наборе которого на другом конце провода был слышен голос Тома Йорка, произносящий «Hello?». Однако в настоящее время номер не работает. По состоянию на 2009 год, за его набором следует стандартное сообщение телекоммуникационной компании BT Group: «Набранный вами номер не распознаётся».
Airbag / How Am I Driving? дебютировал в списке Billboard 200 под номером 56, будучи проданным в количестве 20 000 экземпляров в первую неделю после релиза. Несмотря на длительность всего в 25 минут, EP был в 1999 году номинирован на премию «Грэмми» в категории «Лучший альтернативный альбом».
В начале 2007 года EP был переиздан в Великобритании и Нидерландах. В 2009 году альбом был выпущен на iTunes компанией EMI.

## Список композиций
Вся музыка написана Radiohead.
| №  | Название                     | Длительность |
| -- | ---------------------------- | ------------ |
| 1. | «Airbag»                     | 4:46         |
| 2. | «Pearly*»                    | 3:33         |
| 3. | «Meeting in the Aisle»       | 3:09         |
| 4. | «A Reminder»                 | 3:51         |
| 5. | «Polyethylene [Parts 1 & 2]» | 4:22         |
| 6. | «Melatonin»                  | 2:09         |
| 7. | «Palo Alto»                  | 3:43         |

## Участники записи
- Том Йорк — вокал, гитара, фортепиано
- Джонни Гринвуд — соло-гитара, фортепиано, орган
- Эд О’Брайен — гитара, бэк-вокал
- Колин Гринвуд — бас-гитара
- Фил Селуэй — ударная установка